# (207716) Wangxichan
(207716) Wangxichan est un astéroïde de la ceinture principale.

## Description
(207716) Wangxichan est un astéroïde de la ceinture principale. Il fut découvert le 11 septembre 2007 à XuYi par le projet de relevé astronomique PMO NEO Survey Program. Il présente une orbite caractérisée par un demi-grand axe de 2,38 UA, une excentricité de 0,19 et une inclinaison de 1,0° par rapport à l'écliptique.